# Music Box Tour
Music Box Tour – pierwsza trasa koncertowa Mariah Carey, która promowała jej trzeci album Music Box.

## Historia
Była to pierwsza trasa Carey. Nie dawała wielu publicznych koncertów w swoich pierwszych latach w branży muzycznej (głównie z powodu strachu przed publicznością), ale stała się wielką gwiazdą, mającą na koncie dwa świetnie sprzedające się albumy i pięć singli, które stały się #1 zanim wystąpiła publicznie. Miało to miejsce w 1992 roku, gdy wystąpiła ona w programie MTV Unplugged, który został dobrze oceniony. Następnie w lipcu 1993, wystąpiła na koncercie dla dużej prywatnej publiczności w Proctor's Theatre w Schenectady, Nowy Jork. Nagranie z tego koncertu zostało użyte przez NBC do nadania specjalnego programu oraz na DVD Here Is Mariah Carey. W ten sposób Carey zdecydowała się na krótką trasę po Stanach Zjednoczonych, aby wypromować album Music Box, który został wydany dwa miesiące wcześniej. Znaczyło to, że zacznie dawać prawdziwe koncerty na arenach, dla większej publiczności, niż tak, jak miała w zwyczaju, dla mniejszej ilości osób w kameralnych miejscach.
W ten sposób Carey, otwierająca koncert na Miami Arena przed 15 000 osób, przyciągnęła uwagę całego narodu. Później powiedziała, że "Było dobrze dopóki nie weszłam na scenę i nie usłyszałam tego ogłuszającego wrzasku i to było jak wszystko w moim życiu, ten cały niezwykły młyn, przez który przechodziłam, to wszystko doprowadziło do tego wzniosłego momentu, aj byłam tam... I wtedy poległam. Nie przez publiczność- wiedzieli, że to mój pierwszy występ przed nimi i byli bardzo wyrozumiali. Zostałam bardzo źle oceniona. Było bardzo wielu krytyków, którzy chcieli mnie skreślić: 'Ta dziewczyna sprzedała te albumy, nigdy nie była w trasie, załatwmy ją.' I tak zrobili. Włączyłam telewizor tej nocy i facet z CNN mówił: 'Właśnie napisano recenzje i nie mamy dobrych wiadomości dla Mariah Carey.' To mnie zabolało."
W rezultacie, Carey powiedziała, że użyła swojej wściekłości, aby ulepszyć swój występ w Worcester Centrum i otrzymała za to "dobre recenzje" jako wynik swoich starań. Faktycznie The Boston Globe nazwał ten koncert "spektakularny występ, który powalił na kolana całą publiczność, dzięki pewności siebie wokalistki" po tym, jak Carey "otrząsnęła się ze swojej początkowej nerwowości". Następnie, koncert o największej oglądalności, który miał miejsce na Madison Square Garden w Nowym Jorku, otrzymał bardzo pozytywną ocenę od Jona Parelesa z New York Times, choć krytyk z The Bergen Record miał mieszane uczucia co do wyprzedanego koncertu. Ale jakiego trasa nie wywarłaby wrażenia, a zwłaszcza oprawa wieczoru otwarcia trasy, to i tak cała Music Box Tour otrzymała opinie negatywne. Carey skomentowała to tak: "Gdy osiągniesz wielki sukces, zazwyczaj ludziom się to nie podoba. Nic nie mogę na to poradzić. Jedyne co mogę zrobić, to tworzyć muzykę, w którą wierzę."
Carey omijała Amerykę Północną w swoich następnych dwóch trasach: Daydream World Tour i Butterfly World Tour. Dopiero podczas trasy Rainbow World Tour powróciła do występów na kontynencie amerykańskim.

## Występ
Występujący postanowili upodobnić scenę do sceny z musicalu Paint Your Wagon, w której dołączona jest piosenka "They Call the Wind Maria". Na koncercie występował też współpracownik Carey, Walter Afanasieff, który grał na keyboardzie wraz z resztą muzyków. Chórek gospel pokazał się przy kilku kawałkach, tak samo jak w następnych trasach wokalistki. Tancerze także byli obecni na scenie, ale Carey z nimi nie tańczyła, brak, który utrzymał się podczas kolejnej trasy, Daydream World Tour, podczas której tylko trochę z tańczyła na koncertach. W przeciwieństwie do kolejnych tras, Carey starała się ograniczyć zmianę kostiumów do minimum. Przebierała się tylko raz, przed wstępem.
Lista utworów, które Carey wykonywała zawierała jej największe hity w postaci singli ze wszystkich trzech albumów i koncertowego EP, pomieszane z piosenkami, które nie zostały wydane jako single, najwyżej jako b-side. Jedyną nową piosenką, którą zaśpiewała, była jej własna wersja "Just Be Good to Me" The SOS Band, którą zapowiadała jako jej ulubioną "old-schoolową" piosenkę.

## Lista utworów
1. "Emotions"
2. "Love Takes Time"
3. "Now That I Know"
4. "Without You"
5. "Dreamlover"
6. "Someday"
7. "I Don't Wanna Cry"
8. "Vanishing"
9. "Make It Happen"
10. "Hero"
11. "All in Your Mind"
12. "Just Be Good to Me"
13. "I'll Be There"
14. "Vision of Love"
15. "Anytime You Need a Friend"
16. "Emotions" (Outro)
17. "Santa Claus Is Coming to Town" (na koniec koncertu)

## Miejsca koncertów
| Ameryka Północna  |             |                   |                        |
| Data              | Miasto      | Państwo           | Miejsce                |
| 3 listopada 1993  | Miami       | Stany Zjednoczone | Miami Arena            |
| 9 listopada 1993  | Worcester   | Stany Zjednoczone | Worcester Centrum      |
| 17 listopada 1993 | Chicago     | Stany Zjednoczone | Rosemont Horizon       |
| 23 listopada 1993 | Los Angeles | Stany Zjednoczone | Universal Amphitheatre |
| 2 grudnia 1993    | Filadelfia  | Stany Zjednoczone | The Spectrum           |
| 10 grudnia 1993   | Nowy Jork   | Stany Zjednoczone | Madison Square Garden  |